# Чарни-Сад
Чарни-Сад (пол. Czarny Sad) — село в Польщі, у гміні Козьмін-Велькопольський Кротошинського повіту Великопольського воєводства.
Населення — 237 осіб (2011).
У 1975-1998 роках село належало до Каліського воєводства.

## Демографія
Демографічна структура станом на 31 березня 2011 року:
|          | Загалом | Допрацездатний вік | Працездатний вік | Постпрацездатний вік |
| -------- | ------- | ------------------ | ---------------- | -------------------- |
| Чоловіки | 128     | 29                 | 92               | 7                    |
| Жінки    | 109     | 22                 | 62               | 25                   |
| Разом    | 237     | 51                 | 154              | 32                   |